# (3223) Forsius
(3223) Forsius est un astéroïde de la ceinture principale.

## Description
(3223) Forsius est un astéroïde de la ceinture principale. Il fut découvert le 7 septembre 1942 à Turku par Yrjö Väisälä. Il présente une orbite caractérisée par un demi-grand axe de 2,61 UA, une excentricité de 0,14 et une inclinaison de 10,1° par rapport à l'écliptique.

## Compléments